# Guillaume Cousinot de Montreuil
Pour l’article homonyme, voir Guillaume Cousinot.

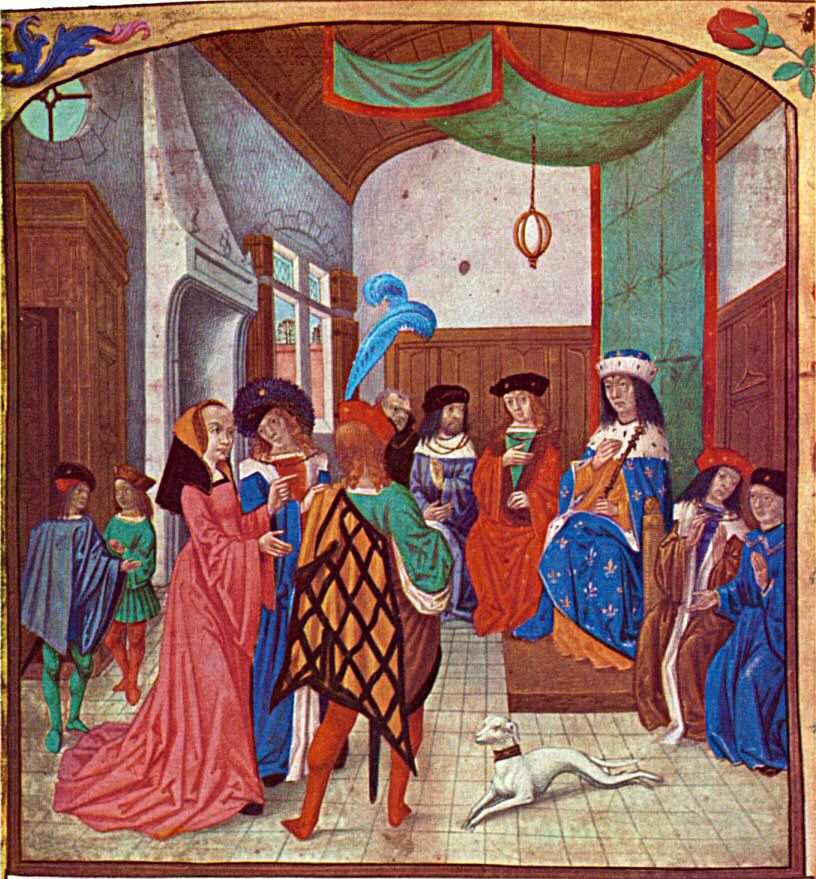
Rencontre de Jeanne d'Arc et du dauphin Charles

Guillaume Cousinot de Montreuil, est né en 1400 et meurt en 1484.

## Biographie
Guillaume Cousinot de Montreuil est surnommé Guillaume Cousinot II ou « Le Jeune » car il était le fils de Guillaume Cousinot le Chancelier. Longtemps, les historiens hésitèrent sur le lien de parenté entre ces deux personnages. Jusqu'au XIXe siècle, la thèse de l'oncle et de son neveu était avancée jusqu'à ce que l'archiviste Jules Doinel, à partir de documents historiques, lui permettent d'affirmer que les deux Guillaume Cousinot étaient père et fils.
Il fut étudiant à l’université d'Orléans et diplômé « Licencié ès lois ». Son père lui offre ses biens qu'il possède dans la Beauce (pris sur les Bourguignons) pour permettre à son fils de poursuivre ses études universitaires.
Guillaume Cousinot de Montreuil était également poète et historien.
Entre 1418 et 1436, il combat pour le parti Armagnac.
Il obtint les charges de  « Grand Maistre Gouverneur », Visiteur et Juge ordinaire des mines et dépendances, puis chancelier et chambellan des rois Charles VII et Louis XI. Conseiller et Maître des requêtes à l’Hôtel du Roi.
Il devint Seigneur de Montreuil, près de Vincennes de 1456 jusqu'à sa mort. Sur le sceau de Guillaume Cousinot, chambellan du roi, une dame soutient d’une main l’écu et de l’autre le heaume.
En 1438, il devient secrétaire du roi, puis maître des requêtes et conseiller. Durant cette période, il est nommé commissaire du roi et a pour charge, avec la mission d'inspecteur financier et administratif.
En 1442, il devient le premier président du Conseil delphinal, futur parlement de Grenoble,, car il était depuis 1435 environ, conseiller du dauphin Louis, futur Louis XI.
Entre 1444 et 1449, il est nommé diplomate et envoyé en représentation diplomatique en Angleterre pendant une période de trêve entre les deux pays.
Il est nommé Chevalier lors du siège de Rouen, et Charles VII le nomme bailli de Rouen de 1449 à 1461.
En 1451, il est de nouveau nommé ambassadeur auprès de la Cour d'Écosse. Son navire a fait naufrage sur les côtes anglaises. Il est alors capturé par les Anglais qui le garderont en captivité pendant trois années,. Charles VII le fait libérer en échange d'une rançon de 20 000 écus qui a été payée en mettant un impôt sur le sel en Normandie,.
En 1456, il commença la rédaction d'une chronique médiévale historique : la Chronique de la Pucelle. Cette chronique puise ses sources dans celle de la Geste des Nobles, écrite par son père, avant de s'attarder sur l'épopée de Jeanne d'Arc. Mais l'historien Craig Taylor pense que Cousinot n'est pas l'auteur de cette chronique. Il lui attribue un traité polémique défendant la monarchie des Valois contre les souverains anglais : Pour ce que Plusieurs (La Loy Salique), écrit probablement en 1465 dans le contexte des rencontres entre Louis XI et Edouard IV.
En 1459, Cousinot de Montreuil représente le roi de France au concile de Mantoue en Italie et remplira la mission d'ambassadeur à Rome.
En 1461, Charles VII meurt. Son fils, Louis XI, le fait emprisonner avant de se raviser et d'en faire son chambellan.
Dès 1463, le roi le nomme concierge à la Conciergerie du Palais à Paris, puis capitaine de Cabrières en Languedoc à la suite du traité de Bayonne (1462). Il fut nommé coup sur coup châtelain de Lattes-lès-Montpellier, capitaine de Sauxe (Salses) près de Perpignan, gouverneur et bailli de Montpellier,.
Dans une lettre de Louis XI datée d'Abbeville le 29 septembre 1464, il se trouve en tant que l'un de ses conseillers, « ... Guillaume Cousinot, chavalier ... ».
En 1465, il servit fort utilement le roi pendant la ligue du Bien public. Ainsi, Louis XI augmenta-t-il sa pension de 600 à 3 000 francs, pour récompense ses services.
En 1469, il écrit une pièce poétique en vers et en prose : Réponse à Robertet sur le départ de la belle Étiennette.
En 1470, Il est nommé ambassadeur à Rome.
En 1483, après la mort de Louis XI, il devient, malgré son grand âge, le conseiller du nouveau roi Charles VIII de France.
En 1484, il participa aux états généraux de 1484 à Tours. Il mourut la même année.

## Sources
1. ↑  Selon Joseph Vaesen, il est possible qu'il fût fils de Pierre II et neveu de ce Guillaume.
2. ↑  « Édition en français de 1877 », sur wikisource.org, Wikimedia Foundation, Inc., 2 août 2007 (consulté le 27 août 2020).
3. 1 2  Vallet de Viriville, Chronique de la Pucelle, Paris, Éditions Adolphe Delahays, 1859, p. 23-25 - qui ne le cite pas comme gouverneur du Dauphiné, conformément à la liste de Guy Allard Les gouverneurs et les lieutenans généraux de Dauphiné, Grenoble, Jean Verdier impr., 1704 (réed. par H. Gariel, Grenoble, 1864), qui p. 175-176 nomme Bertrand de Loupy gouverneur dès 1441.
4. ↑  « Visite de Rouen : Guide touristique complet », sur visite-de-rouen.com (consulté le 24 avril 2023).
5. ↑  Dominique Léost, « Au péril de la mer et des Anglais., Guillaume Cousinot, bailli de Rouen (1449-1461) », Haute-Normandie Archéologique N°16,‎ 2013, p.71-75.
6. ↑  (en) Rémy Ambühl, Prisoners of War in th Hundred Years War. Ransom culture in the late middle ages., Cambridge, Cambridge University Press, 2013, XIV-301 p., p.182-183
7. ↑  Gaston du Fresne de Beaucourt, Histoire de Charles VII, Tome 6, La fin du règne, p. 133, Alphonse Picard libraire-éditeur, Paris, 1891 (lire en ligne)
8. ↑  « Les chroniques », sur stejeannedarc.net (consulté le 11 octobre 2023).
9. ↑  (en) Craig Taylor, Debating the Hundred Years War : Pour ce que plusieurs (La loy Salique, and a declaration of the trew and dewe title of Henrie VIII, Cambridge, Royal Historical Society vol.29, XIII-304p.
10. ↑  http://www.archivesnationales.culture.gouv.fr/chan/chan/fonds/EGF/SA/InvSAPDF/SA_index_J/J_suppl_pdf/J1020_1027.pdf
11. ↑  https://archive.org/stream/socitdelhistoir29frangoog/socitdelhistoir29frangoog_djvu.txt